# 新幹線500系900番台電力動車組

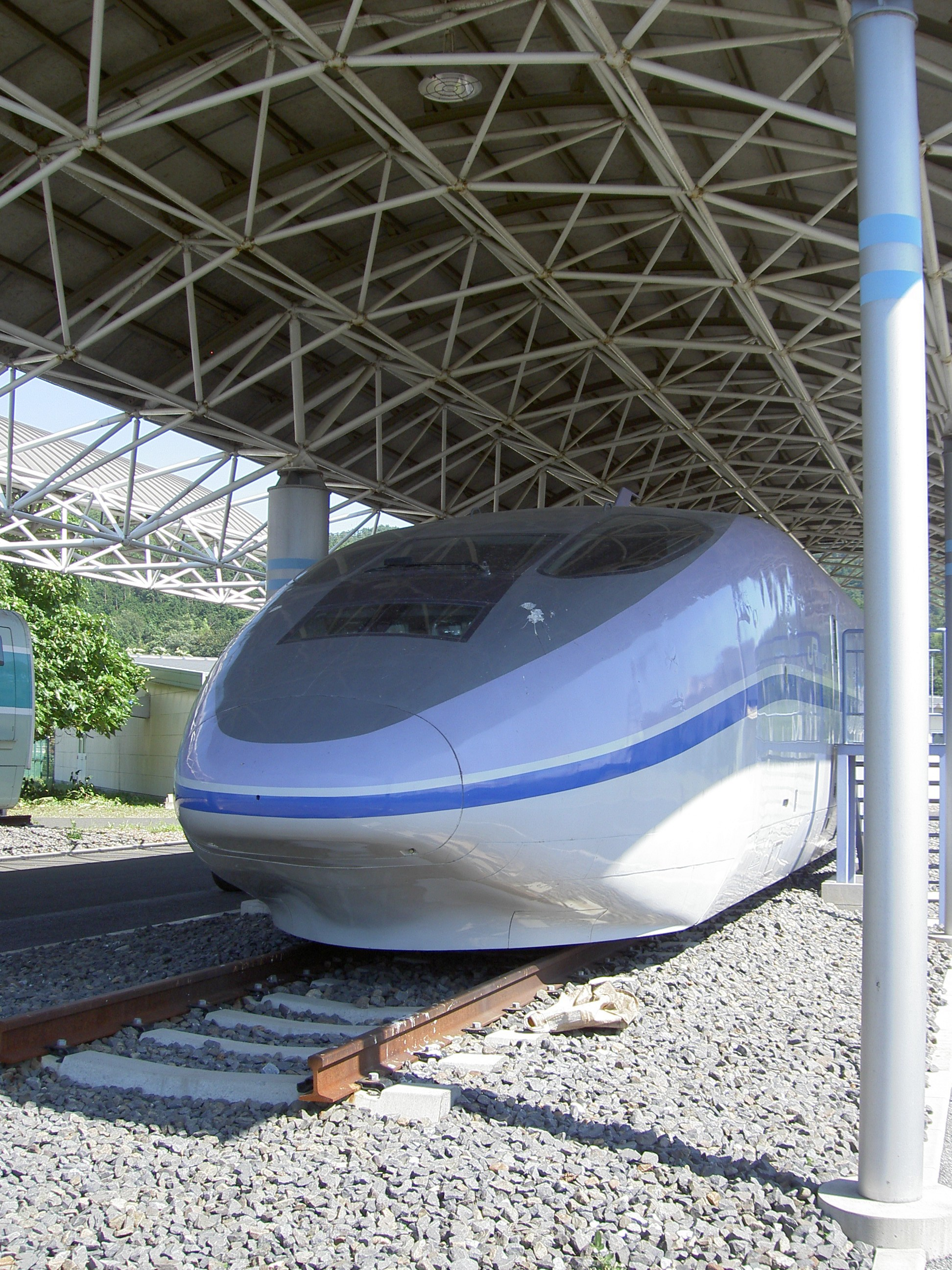

新幹線500系900番台電聯車（新幹線500系電車900番台）是一列在1992年時由西日本旅客鐵道（JR西日本）所開發製造的實驗用列車，主要用於收集速度數據，以6節車廂編組的方式進行測試，擁有350.4km/h的最高速度。列車暱稱「WIN350」是「West Japan Railway's Innovation for the operation at 350km/h」（西日本旅客鐵道以350km/h速度營運的創新科技）的簡稱，以進行時速350公里的速度測試為主要目標。

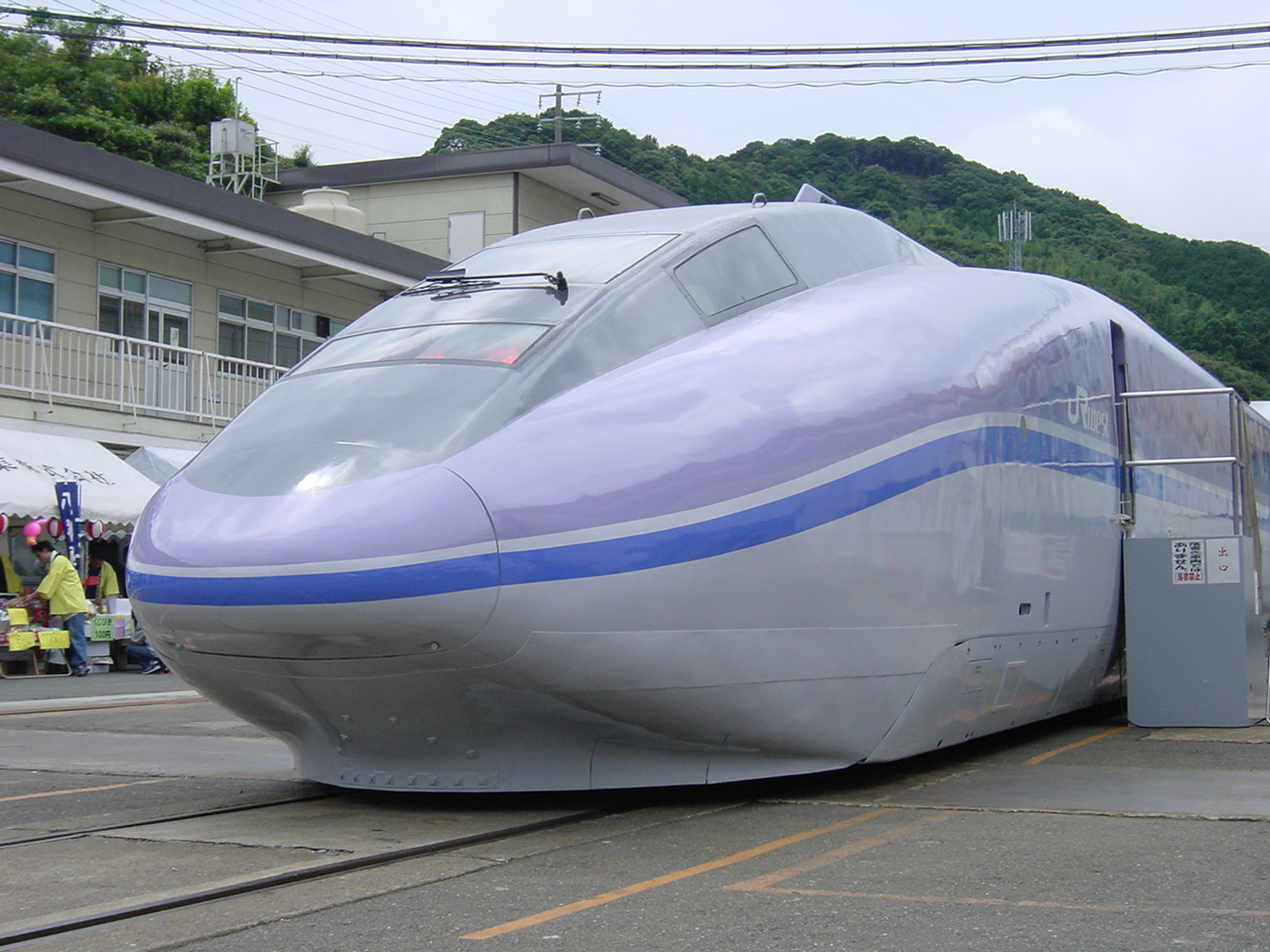

目前本列車的車籍已經註銷，剩下的車頭車輛本體，分別保存在福岡郊外的博多總合車輛所內，及JR米原站附近的鐵道總合技術研究所（JR總研）風洞技術中心內。

## 列車開發背景
JR西日本所管轄的山陽新幹線，與JR東海的東海道新幹線，在1980年代的鐵路市場佔有率並不很高，為了與航空路線作競爭，不得不提升新幹線列車速度來改善服務。由此，JR西日本於1990年啟動新幹線高速化項目，來檢討技術的可行性。項目的目標速度是350km/h，要驗證速度相關技術的可行性，因而製作了實驗用列車。

## 歷代新幹線唯一「900番台試作車」
比起後來登場的500系量產型列車，本列車更早被製造出來。由於500系900番台試作車的技術會用在稍後的量產型列車上，因此無需報以「9XX系」這種純技術試驗列車的名稱。而當時考慮到量產車的外型會與試作車不同，故量產先行車便以「500系900番台」作為名稱。因此造就歷代新幹線列車車隊中，唯一以「試作車900番台」作名稱的車輛。此類情況更多出現在在來線列車車輛，但在來線車輛的試作車會於試驗完成後會作量產化改裝，並隨後與量產車一同投入商業營運。本列車由於開發目的較為特殊，令此車與隨後實際量產車輛有頗多相異之處，單是外觀已經與其他車輛大相徑庭，所以此車較難投入實際商業營運，結果此車在500系量產車投入營運前就報廢退役。

## 試驗經過
試驗列車在在1992年4月落成後，配置在博多綜合車輛所內，5月開始作性能測試。到了同年6月，地上設備已作350km/h運轉對應的小郡站（現稱新山口站）～新下關站間，開始作高速運轉測試。8月8日，同區間創造了當時日本國內的350.4km/h速度紀錄，基本列車的350km/h運轉性能與相關支援設施已獲確認。8月下旬時，實施了在300km/h速度階段噪音關係的測試，和列車主動懸掛裝置的測試。
1995年本列車相關試驗的使用已經完結，量產先行車（W1編成）登場後，在博多綜合車輛所進行了離別典禮之後，於1996年5月31日正式退役，除先頭車卡外，其他車卡已經拆卸。剩下的先頭車卡，博多方向的500-901，放在JR米原站附近的鐵道綜合技術研究所（JR總研）風洞技術中心內。新大阪方向的500-906，保存在博多綜合車輛所內（除開放日活動外不開放參觀）。
根據此車的實驗數據，量產車輛500系的性能是足以實現在350km/h下的營業運轉。但WIN350的測試結果發現，在最高速度350km/h時會產生車體振動以及風切會引發巨大噪音，更超過了日本環境廳（現稱日本環境省）定下的噪音基準（路線中央20米外不超過75分貝）。再加上在當時並未搭載列車車體傾斜裝置解決通過彎路區間時的離心力等問題的情況下，WIN350的實驗得出300km/h已是當時能夠做到的最高營業速度的結果。